# Майкъл Макиндоу
Майкъл Макиндоу (на английски: Michael McIndoe) е шотландски професионален футболист, играещ за Ковънтри Сити. Неговата типична позиция е в крайната лява част на полузащитата. Преминава през множество отбори преди да подпише с Ковънтри Сити на 4 август 2009 г.